# Недостижимият мост (роман)
Недостижимият мост (на английски: A Bridge Too Far) е роман на британският писател Корнелиъс Райън, издаден през 1974 година.
Романът описва един от най-драматичните моменти по време на Втората световна война – „Операция Маркет-Гардън“, и опитите на съюзническите сили да извършат най-мащабния въздушен десант в историята, навлизайки в окупирана Холандия и военните действия при градовете Арнем и Неймеген.
Името на романа идва от един коментар на един от командващите операцията – британският генерал Фредерик Браунинг, който казва на фелдмаршал Бърнард Монтгомъри, преди операцията: „Мисля че сме поели към един недостижим мост“.
По романа, през 1977 година е създаден едноименен филм, на режисьора Ричард Атънбъро, и с участието на Шон Конъри, Антъни Хопкинс, Робърт Редфорд, Дърк Богард, Лорънс Оливие, Майкъл Кейн, Максимилиан Шел и др.